# Anoplodactylus brucei
Anoplodactylus brucei is een zeespin uit de familie Phoxichilidiidae. De soort behoort tot het geslacht Anoplodactylus. Anoplodactylus brucei werd in 1990 voor het eerst wetenschappelijk beschreven door Child. 